# 庫特布主義
庫特布主義（又拼為），伊斯兰主义中的一個派別，主要根源於穆斯林兄弟會已故領導者赛义德·库特布的思想，主要阐述于其著作《路标》。庫特布主義被認為是一種主動的聖戰主義，宣揚攻擊型聖戰（Offensive jihad）。
庫特布主義經由伊斯蘭極端主義份子與恐怖份子傳播，如奥萨马·本·拉登就曾引用庫特布主義來作為宣揚。
像“ Wahhabi”一词一样，Qutbee并非被所谓的支持者用来形容自己，而是被批评者使用。

## 塔克菲主义
庫特布主義最具争议的是塔克菲（Takfir），据此庫特布宣布伊斯兰教“灭绝”自称为穆斯林（除Qubb的伊斯兰先锋队外）实际上不是穆斯林的人。塔克菲目的是使穆斯林震惊于宗教武装。从字面上看，塔克菲还具有引起自称是穆斯林的非库比主义者违反伊斯兰教法的作用，该法得到了库特伯的大力支持。违反该法律可能会被视为背叛：根据伊斯兰法律，可处以死刑。由于这些严重的后果，穆斯林传统上不愿实践塔克菲。